# عملية عمانوئيل الأولى
عملية عمانوئيل 2001 أو عملية عمانوئيل الأولى هي عملية عسكرية نفذتها كتائب القسام الجناح العسكري لحركة حماس، قام بها مقاتلون فلسطينيون واستهدفت حافلة تقل المستوطنين في الضفة الغربية بتاريخ 12-12-2001م، تمت بحافلة قرب مستوطنة «عمانوئيل» واستدراج قوات إسرائيلية لايقاعها في كمين. أسفرت عن 10 قتلى صهاينة وأكثر من 30 إصابة وصفت جراح بعضهم بالخطيرة.

## الاحداث
زرع مجاهدو القسام عبوة ناسفة شديدة الانفجار في الشارع المؤدي إلى مغتصبة «مستوطنة» عمانوئيل الصهيونية جنوب غرب نابلس، وفي مساء 12 ديسمبر 2001م وفور مرور حافلة صهيونية في ذلك الطريق فجر المجاهدون العبوة الناسفة حولت الحافلة ومن بداخلها من الصهاينة إلى أشلاء وبعد الانفجار أمطر المجاهدون الحافلة الصهيونية بزخات كثيفة من أسلحتهم الرشاشة ثم تقدم الاستشهادي عاصم ريحان وصعد إلى الحافلة فوجد فيها طفلين فأنزلهما من الحافلة دون أن يتعرض لهما بأي أذى ثم كمن في انتظار القوات الصهيونية التي هرعت إلى المكان لإسناد المغتصبين الصهاينة وفور وصول تلك القوات إلى مكان العملية أمطرهم بوابل من الرصاص موقعاً في صفوفهم عدداً من القتلى والجرحى قبل أن يستشهد بعد أن دهسه أحد الصهاينة بسيارته، وقد وجد على مقربة منه بعد استشهاده أحد عشر مخزناً فارغاً للذخيرة، واعترف العدو الصهيوني بمقتل 10 صهاينة وإصابة نحو 30 آخرين جراح بعضهم خطرة، فيما نقل عن ضابط الارتباط الصهيوني قوله إن عدد القتلى وصل إلى 22 قتيلاً.

## آثار العملية
تشهد مغتصبة عمانوئيل الصهيونية الجاثمة على الأراضي الفلسطينية المحتلة قضاء نابلس موجة هجرة معاكسة، إذ بدأ المغتصبون يعودون إلى السكن في المدن الكبرى داخل الكيان الصهيوني منذ العملية وتثير هذه الظاهرة قلقاً بالغاً لدى قوات الاحتلال، إذ إن مغتصبي هذه المغتصبة هم من الصهاينة المتشددين الذين يرتبطون دينيا بهذه المنطقة حيث يزعمون أنها مدينتهم التاريخية وبأنها ذكرت عدة مرات في التوراه، وعلى الرغم من ذلك تزايدت أعداد من هجروا تلك المغتصبة وعادوا للسكن في مدن الكيان لا سيما (تل أبيب).

## عملية متزامنة
في عملية مزدوجة ونوعية تزامنت مع عملية «عمانوئيل» القسامية اقتحم الاستشهاديان القساميان «أمجد عبد ربه فياض» (20) عاماً من غزة، والاستشهادي «علي إبراهيم عاشور» (19) عاماً من خانيونس، مغتصبة «نفيه ديكاليم» الصهيونية غرب خانيونس مخترقين كل الإجراءات الأمنية الصهيونية واقتربا من فندق للمغتصبين الصهاينة على ساحل البحر وفجَّرا نفسيْهما بين مجموعة من المغتصبين، وقد تكتم العدو على خسائره واكتفى بالاعتراف بإصابة (4) جنود فقط.